# 蠡园
31°31′10″N 120°15′18″E / 31.51940°N 120.25493°E
蠡园是一座位于中国江苏省无锡市滨湖区的国家AAAA级风景区，因地处蠡湖北岸而得名。蠡湖则因春秋时越国大夫范蠡而得名，相传春秋时期，越国大夫范蠡帮助越王灭吴之后，曾携佳人西施于此泛舟。:57

## 特点
蠡园面积8.2公顷，水面占3.5公顷，以水景见长。
民国初年，青祁村人虞循真在这里建造了青祁八景（即梅埠香雪、柳浪闻莺、南堤春晓、曲渊观鱼、东瀛佳色、桂林天香、枫台顾曲和月波平眺），这便是蠡园历史的开端。:2761927年至1936年，同村工商界人士王禹卿、王亢元父子利用原有基础，兴建蠡园；1930年王家的亲戚陈梅芳在上海经营致富，也在其西侧兴建“渔庄”，又名“赛蠡园”。:631952年，新政府将两园合并，作为公园开放，并扩建蠡园长廊约200米，使蠡园与渔庄相连。
蠡园主要包括中部的假山区，西部的湖滨长堤及四季亭，以及东部的临水千步长廊（长289米）、湖心亭及1982年拓建的层波叠影新区。四季亭建于1954年，均为黄顶红柱，是蠡园的主体景区，春亭旁种梅花，夏亭旁种夹竹桃、秋亭旁栽桂花、冬亭旁种腊梅。水榭和小巧玲珑的凝春塔相邻，是蠡园的标志。

## 图库

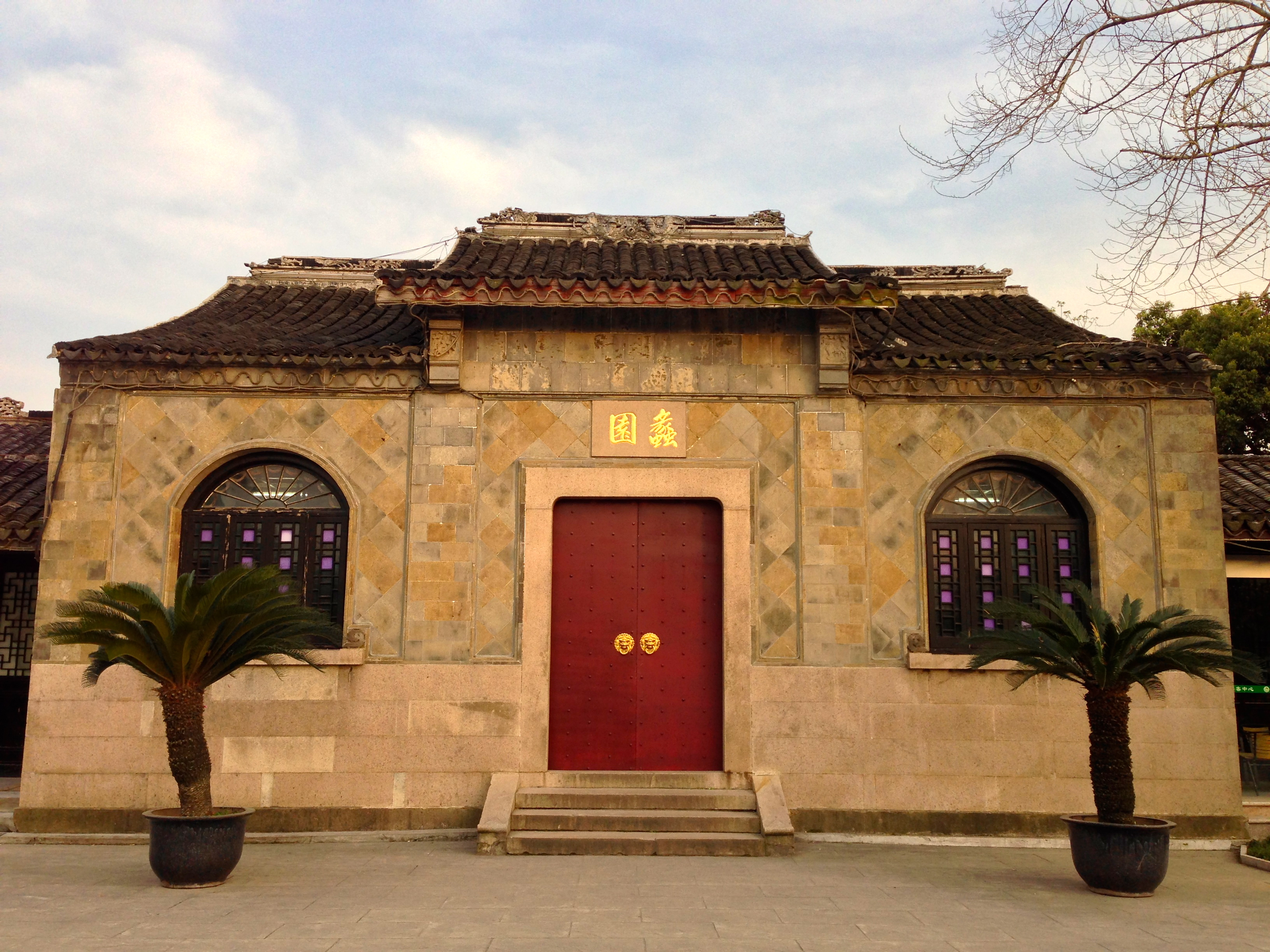
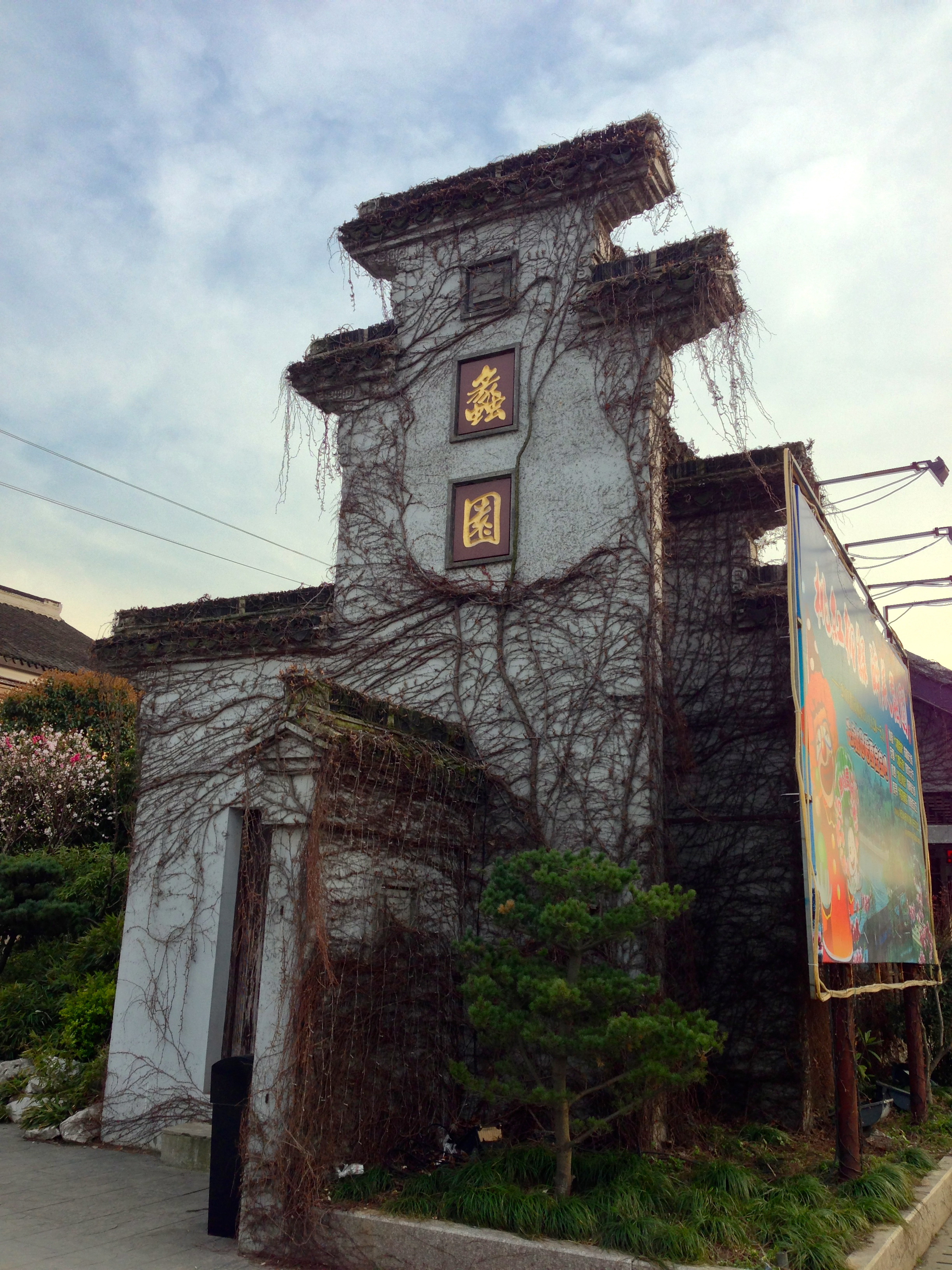
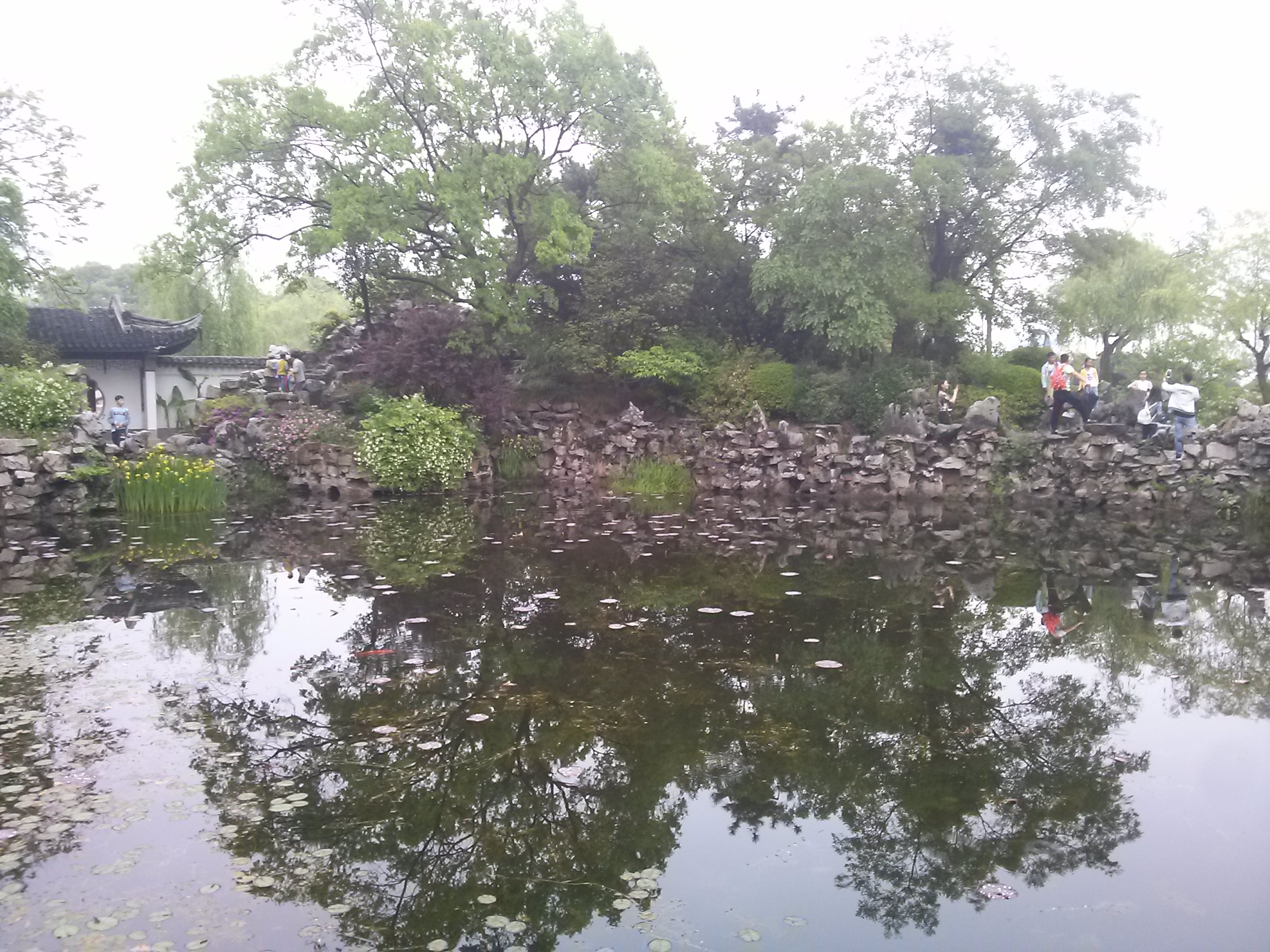
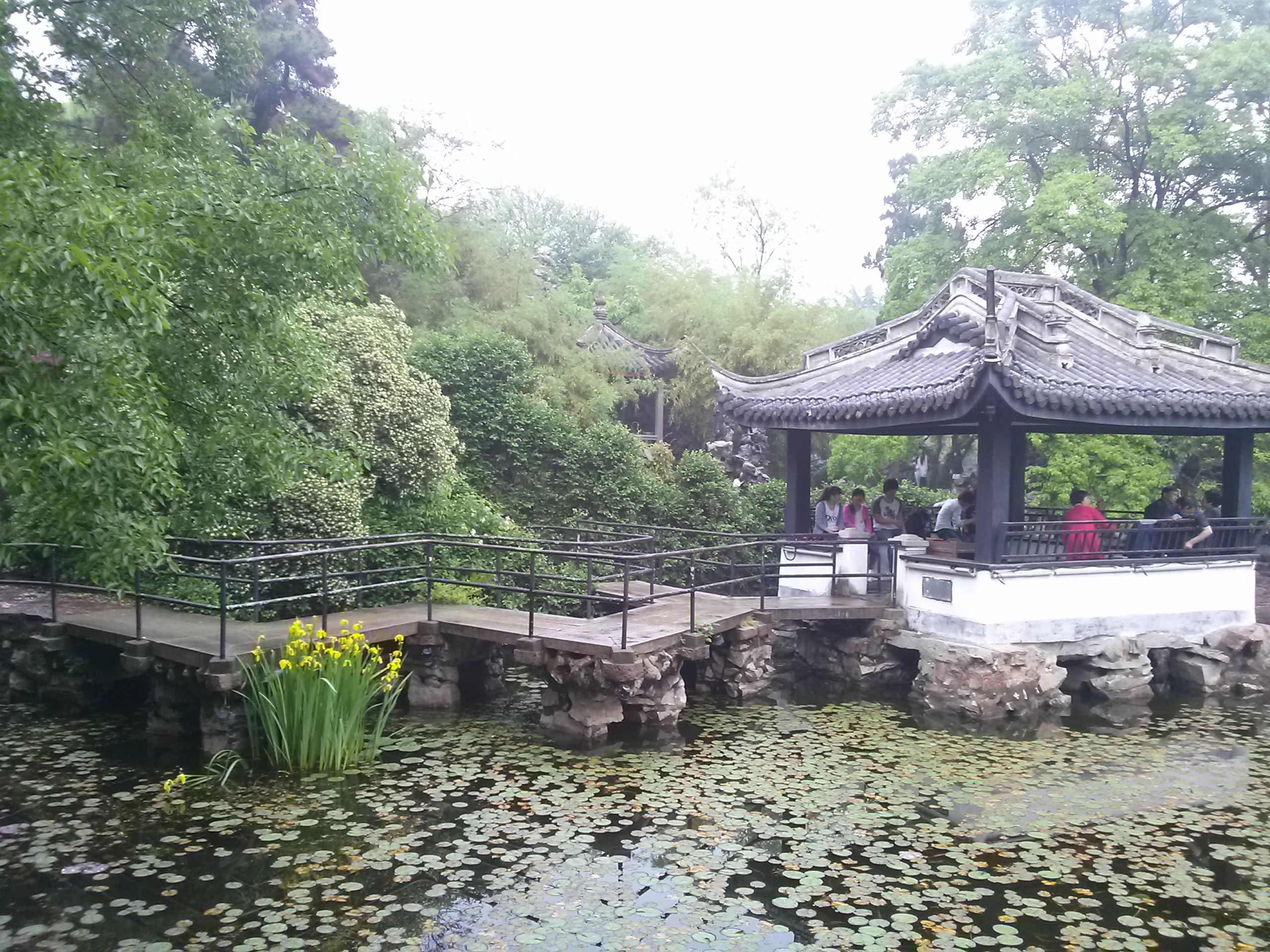
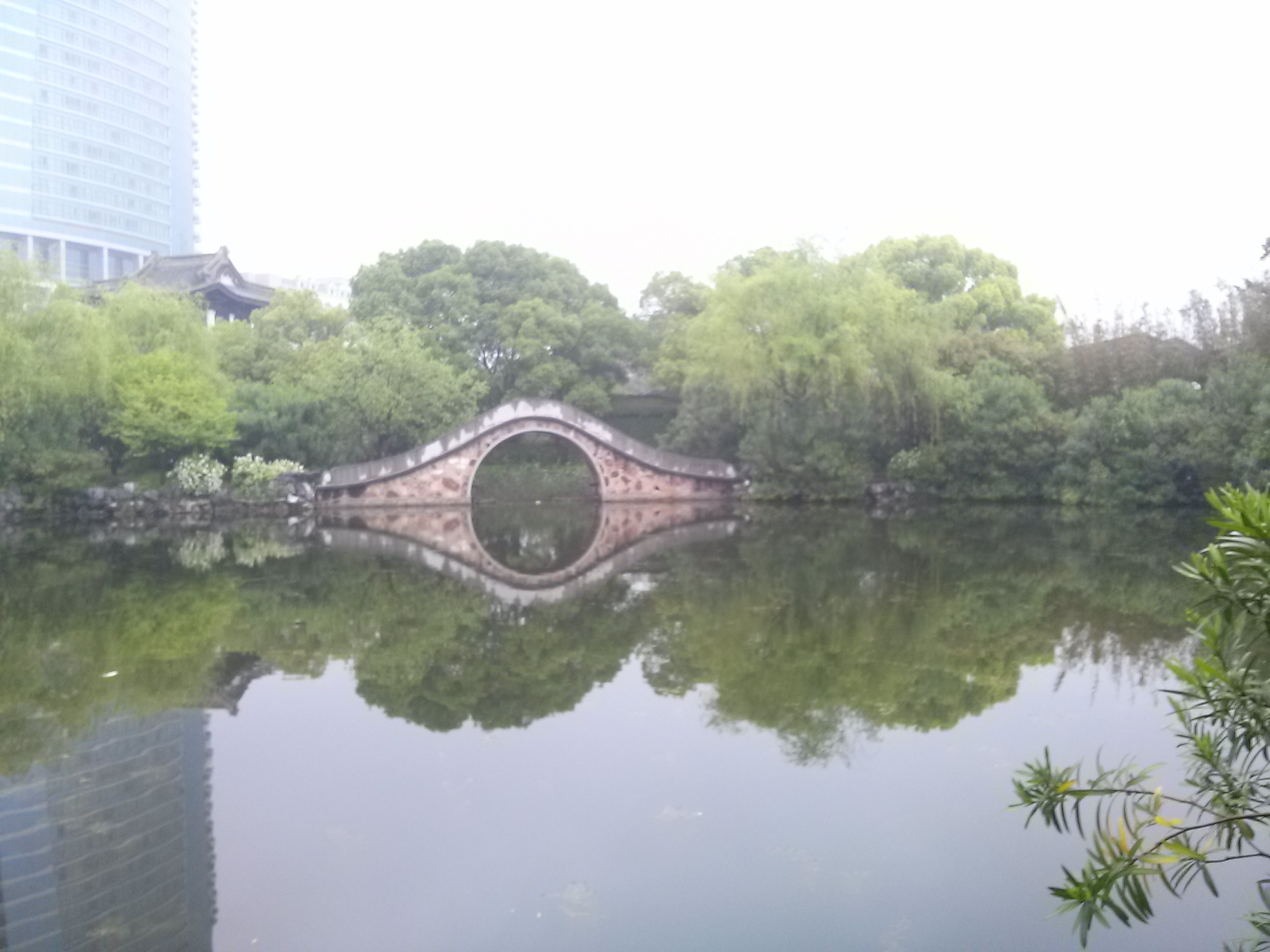
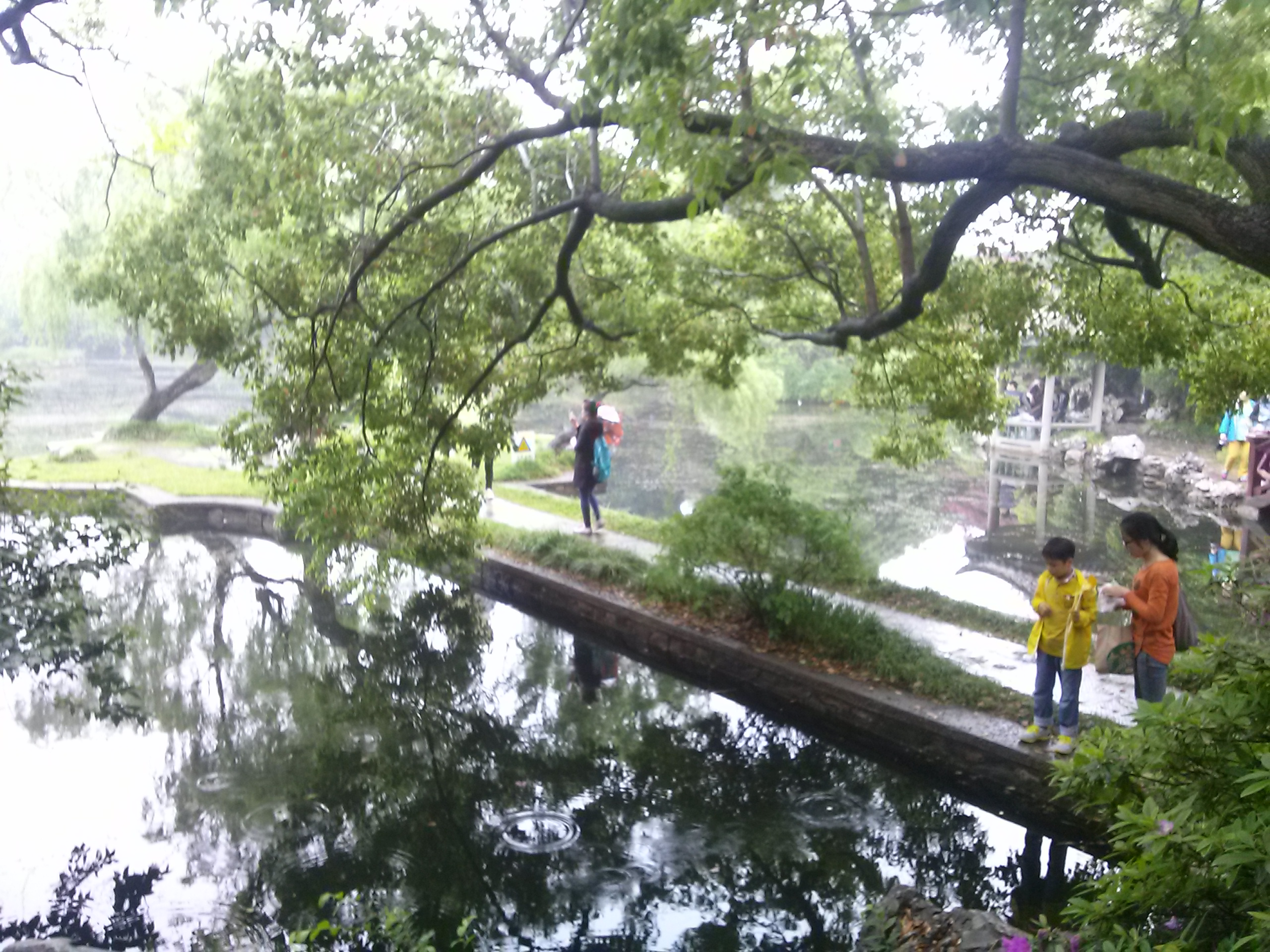
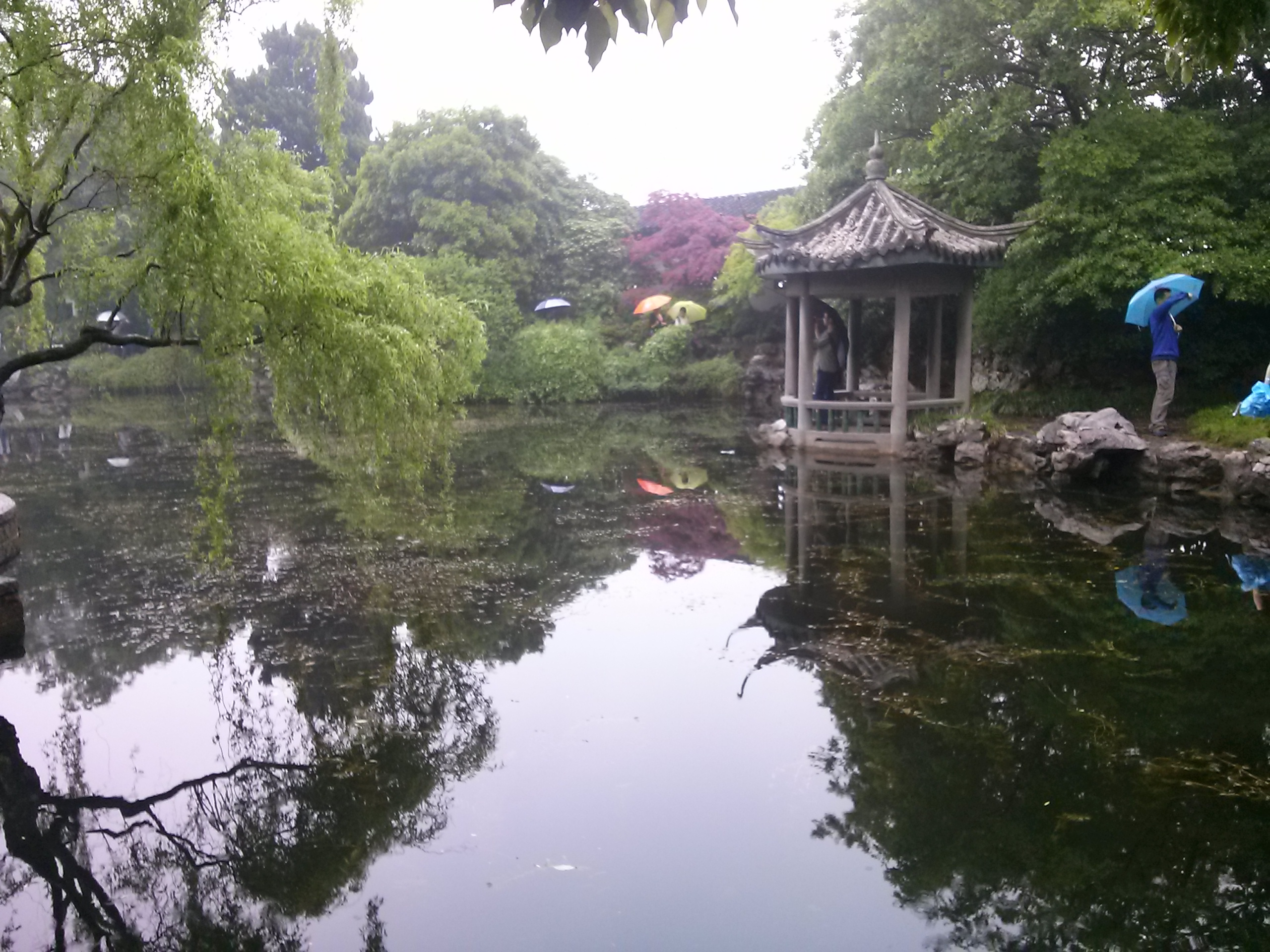
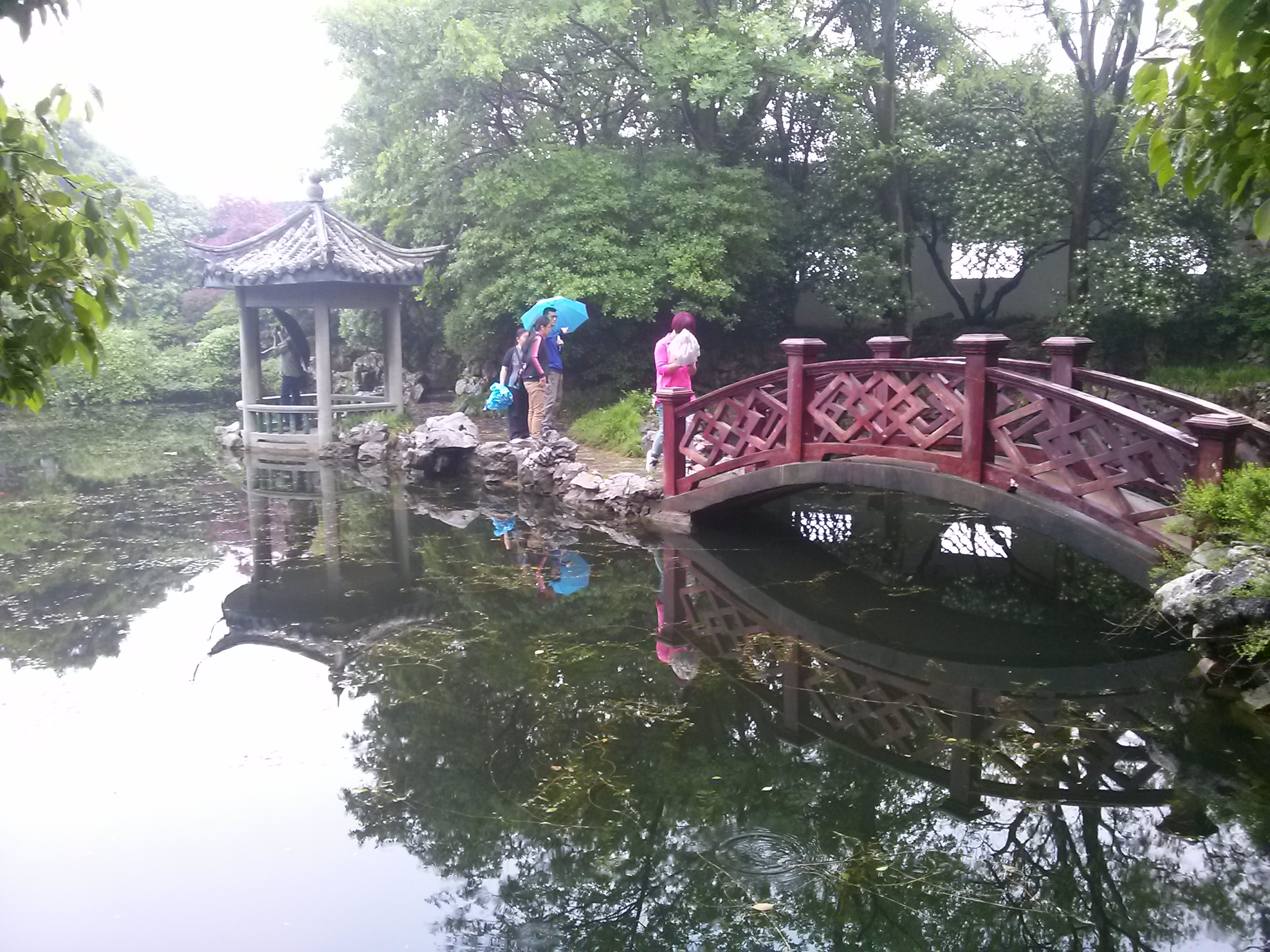
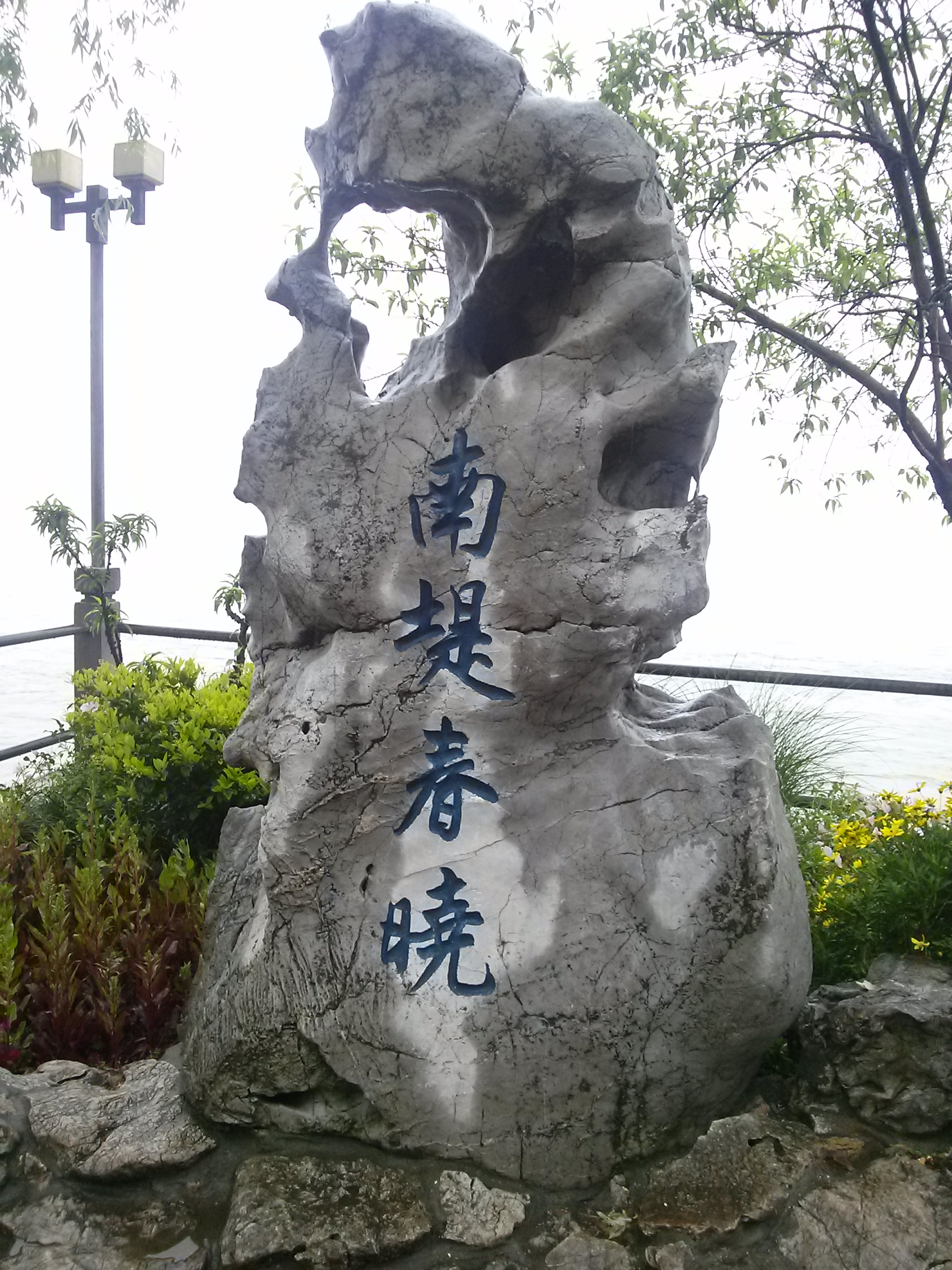
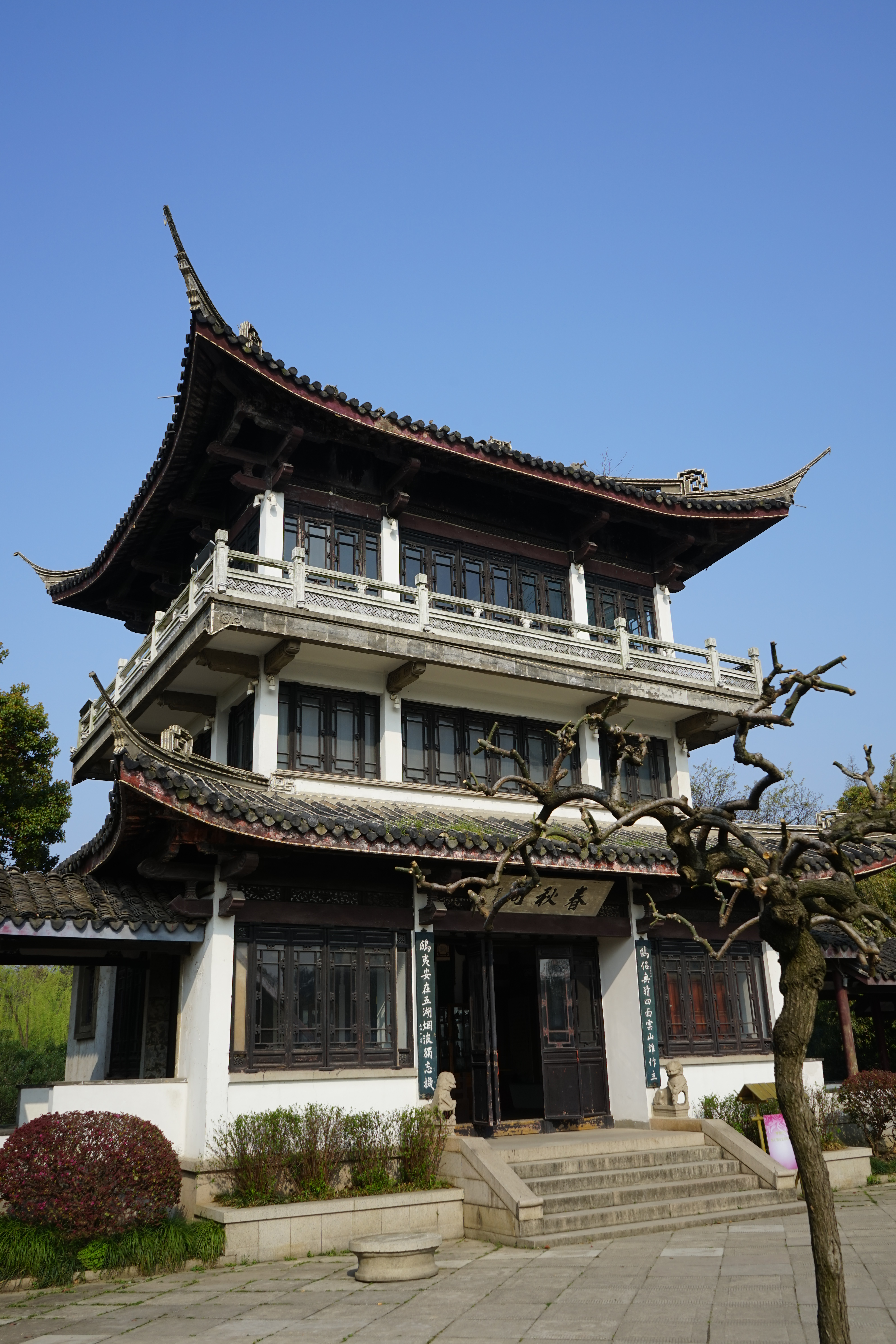
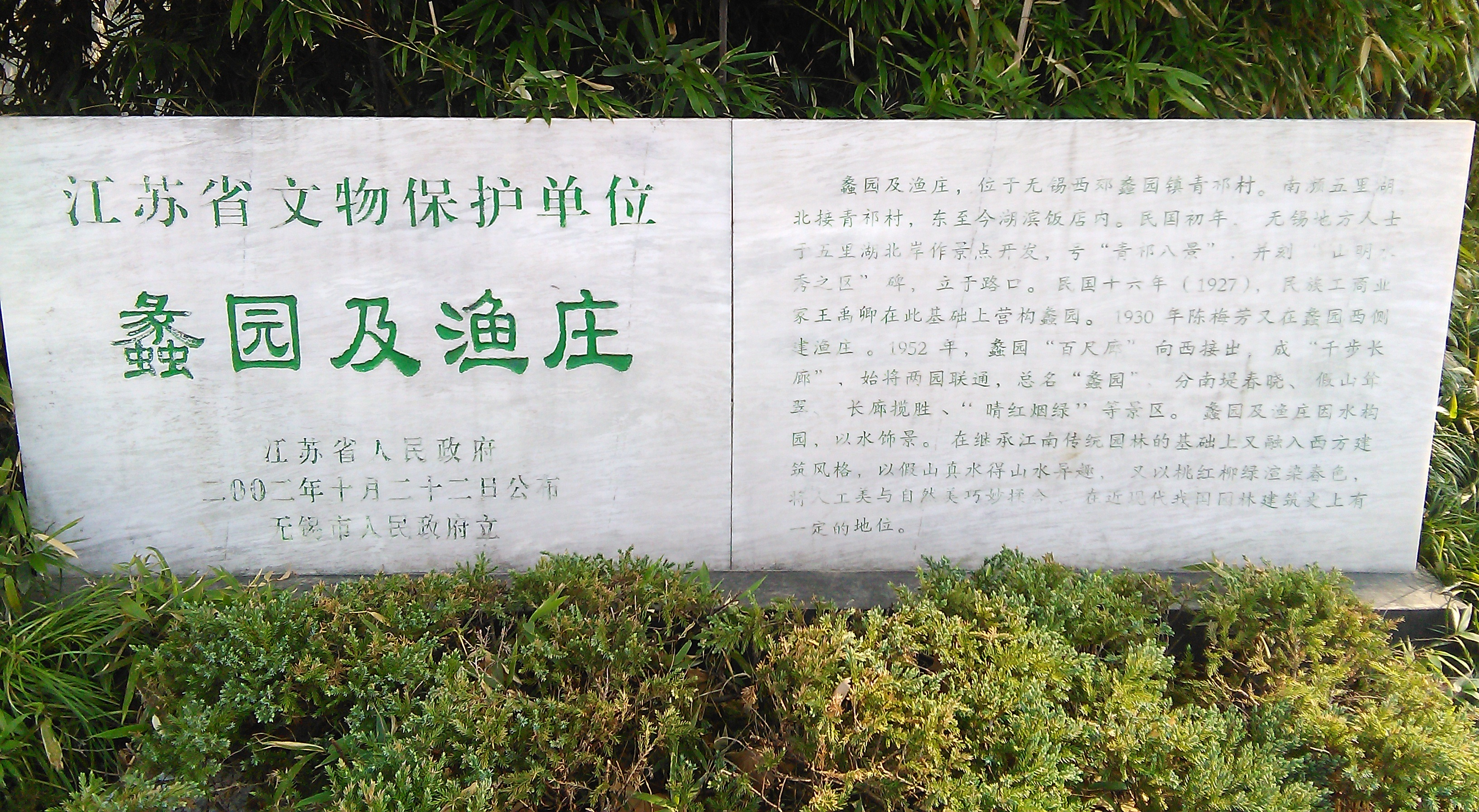
蠡园 省保碑
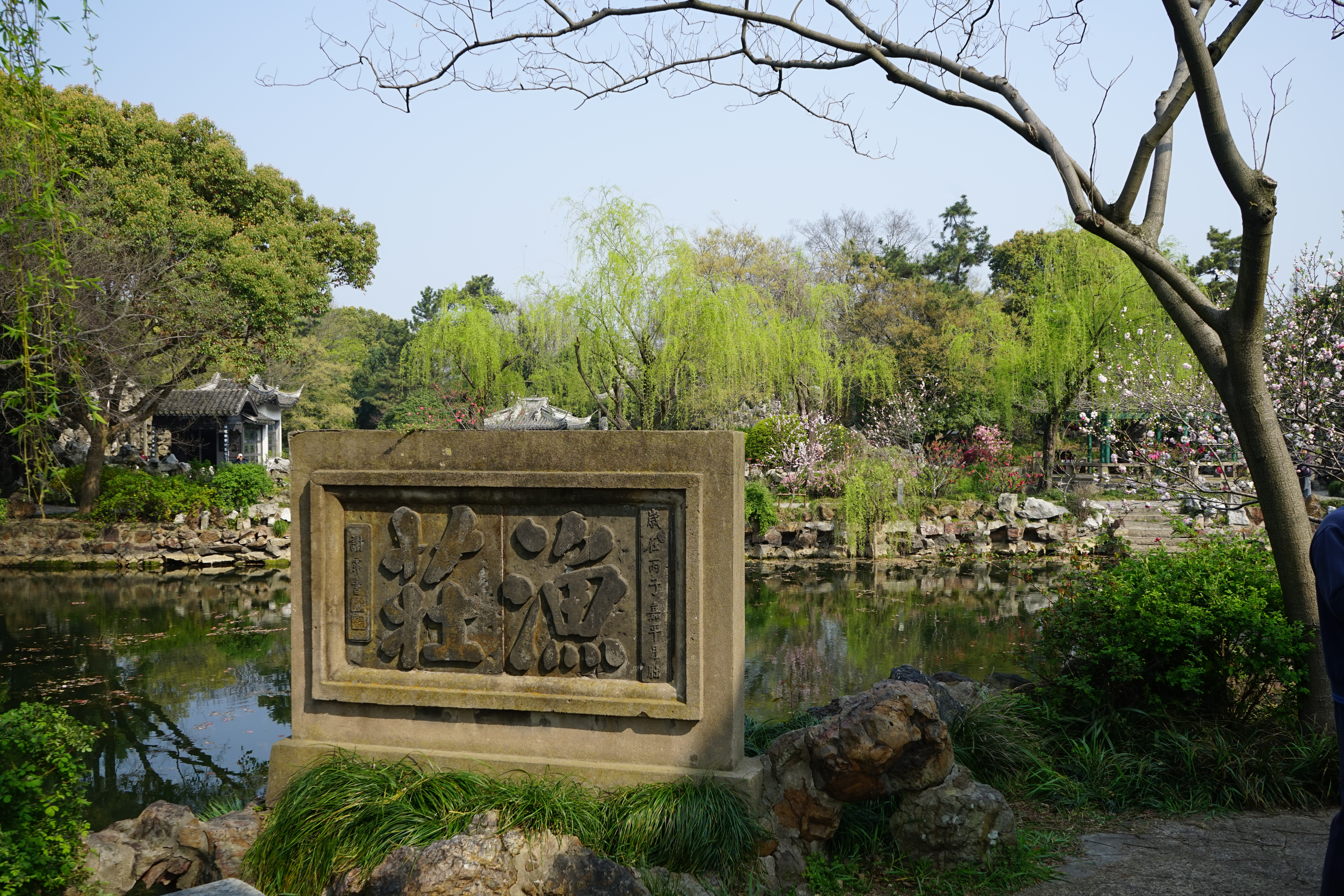
“渔庄”碑，蠡园及渔庄